# Lega Nazionale Pallacanestro (1973)
La Lega Nazionale Pallacanestro (conosciuta con la sigla LNP) è stata una lega di pallacanestro italiana attiva dal 1973 al 2013.

## Storia
È stata fondata nel 1973.
Alla fine degli anni ottanta, la LNP presieduta da Vittorio Smiroldo si occupava di Serie B, Serie C e Serie D.
Prima della stagione 2007-08 i tre campionati gestiti dalla LNP erano invece conosciuti come Serie B d'Eccellenza, di Serie B2 e Serie C1.
Queste tre categorie nelle tre stagioni dal 2008 al 2011 si sono chiamate "Serie A Dilettanti", "Serie B Dilettanti" e "Serie C Dilettanti".
Successivamente ha gestito i campionati dilettantistici maschili di basket di Divisione Nazionale A, Divisione Nazionale B e Divisione Nazionale C, rispettivamente terzo, quarto e quinto livello nazionale.
Alla fine della stagione 2012/2013 è confluita insieme alla Legadue in una nuova lega, che gestisce i campionati dal secondo al quinto livello della pallacanestro italiana.
Il presidente per il quadriennio 2008-2012 è stato Roberto Drocchi, succeduto a Giovanni Francesco Curioni.